# حرم امام حسین
آستان قدس حسینی (به عربی: العتبة الحسينية المقدسة)، که در گفتار عامیانه شیعیان حرم امام حسین (ع) خطاب می‌شود؛ مدفن حسین بن علی بن ابیطالب، نواده پیامبر اسلام و سومین پیشوای شیعیان واقع در شهر کربلا، در کشور عراق است. امروزه آرامگاه حسین یکی از محبوب ترین زیارتگاه های شیعیان است. 
طبق برخی گزارش ها، علاوه بر خود حسین در این حرم، پسر نوجوانش علی‌اکبر نیز در پایین پا، و پسر خردسالش علی‌اصغر بر سینهٔ وی در داخل ضریح دفن شده اند. همچنین بیشتر کشته‌شدگان واقعه کربلا با کمی فاصله از ضریح حسین در همین حرم دفن شده‌اند. در شمال شرقی حرم نیز، حرم عباس بن علی، برادر کوچک حسین قرار دارد. فاصله میان دو حرم را بین‌الحرمین می‌گویند.

## موقعیت
حرم حسین بن علی در میانه کربلا، شهری در هشتاد کیلومتری نجف و صد کیلومتری بغداد است. موقعیت جغرافیایی این شهر ۳۲ درجه و ۴۰ دقیقه عرض شمالی و ۴۳ درجه و ۵۰ دقیقه طول شرقی است.

## تاریخچه حرم

### گاه‌شمار حرم
| نوع عملیات  | سال قمری         | سال شمسی         | به دستور                                | توضیحات                                                                      |
| تدفین       | ۶۱               | ۵۹               | خاندان بنی‌اسد                           | تدفین در ۱۲ محرم                                                             |
| اولین بنا   | ۶۹               | ۶۷               | مختار ثقفی                              | ساخت بنا روی قبر و گنبد آجری و گچی                                           |
| گسترش       | ۱۳۲              | ۱۲۸              | ابوالعباس سفاح                          | ساخت بنایی سرپوشیده کنار آرامگاه                                             |
| تخریب       | ۱۴۶              | ۱۴۲              | ابوجعفر منصور دوانیقی                   | ویران کردن بنای سرپوشیده                                                     |
| بازسازی     | ۱۵۸              | ۱۵۴              | مهدی عباسی                              | نوسازی حرم                                                                   |
| تخریب       | ۱۷۱              | ۱۶۶              | هارون‌الرشید                             | تخریب کامل                                                                   |
| بازسازی     | ۱۹۳              | ۱۸۸              | امین                                    | نوسازی                                                                       |
| تخریب       | ۲۳۶ تا ۲۴۷       | ۲۲۹ تا ۲۴۰       | متوکل عباسی                             | تخریب در چند مرتبه                                                           |
| تخریب       | ۲۴۷              | ۲۴۰              | متوکل عباسی                             | تخریب کامل و شخم زدن زمین و به آب بستن                                       |
| بازسازی     | ۲۴۷              | ۲۴۰              | منتصر عباسی                             | ساخت بنای جدید                                                               |
| گسترش       | ۲۷۳              | ۲۶۵              | محمد بن محمد بن زید                     | نوسازی و گسترش                                                               |
| گسترش       | ۲۸۰              | ۲۷۲              | داعی علوی گنبدی                         | ساخت گنبد بالا آرامگاه                                                       |
| گسترش       | ۳۶۷              | ۳۵۶              | عضدالدوله دیلمی                         | نوسازی گنبد و ساخت ضریح و ساخت چهار رواق                                     |
| گسترش       | ۳۹۷              | ۳۸۵              | عمران بن شاهین                          | ساخت مسجد متصل به حرم                                                        |
| آتش‌سوزی     | ۴۰۷              | ۳۹۵              | -                                       | آتش‌سوزی به‌علت افتادن شمع                                                     |
| ترمیم       | ۴۰۷              | ۳۹۵              | حسن بن سهل                              | ترمیم بعد از آتش گرفتن                                                       |
| ترمیم       | ۴۷۹              | ۴۶۵              | ملکشاه سلجوقی                           | نوسازی دیوارها                                                               |
| نوسازی      | ۶۲۰              | ۶۰۲              | ناصر دین الله عباسی                     | ساخت ضریح جدید                                                               |
| گسترش       | ۷۶۷              | ۷۴۴              | سلطان اویس جلایری                       | ساخت گنبد داخلی و صحن جدید                                                   |
| گسترش       | ۷۸۶              | ۷۶۳              | سلطان احمد اویس                         | ساخت گلدسته طلا و توسعه صحن                                                  |
| تذهیب       | ۹۱۴              | ۸۸۷              | شاه اسماعیل صفوی                        | تذهیب حرم و اهدای ۱۲ چراغدان طلا                                             |
| نوسازی      | ۹۲۰              | ۸۹۳              | شاه اسماعیل صفوی                        | ساخت صندوقی از چوب ساج برای آرامگاه                                          |
| نوسازی      | ۹۳۲              | ۹۰۵              | شاه اسماعیل صفوی دوم                    | ساخت ضریح مشبک از نقره                                                       |
| بازسازی     | ۹۸۳              | ۹۵۴              | علی پاشا                                | نوسازی گنبد                                                                  |
| کاشی کاری   | ۱۰۳۲             | ۱۰۰۲             | شاه عباس صفوی                           | کاشی‌کاری گنبد و ساخت ضریح مسی                                                |
| گچکاری      | ۱۰۴۸             | ۱۰۱۷             | سلطان مراد چهارم                        | گچ کردن گنبد از بیرون                                                        |
| تزئین       | ۱۱۵۵             | ۱۱۲۱             | نادرشاه افشار                           | تزئین بنا                                                                    |
| طلاکاری     | ۱۲۱۱             | ۱۱۷۵             | آقا محمد خان قاجار                      | طلاکاری گنبد                                                                 |
| یورش        | ۱۲۱۶             | ۱۱۸۱             | وهابی‌ها                                 | ویران کردن ضریح و رواق و خسارت به طلا‌کاری‌های گنبد و سرقت در واقعه غارت کربلا |
| ترمیم       | ۱۲۲۷             | ۱۱۹۱             | فتحعلی شاه قاجار                        | نوسازی حرم و طلاکاری گنبد                                                    |
| طلاکاری     | ۱۲۳۲             | ۱۱۹۶             | فتحعلی شاه قاجار                        | ساخت ضریح نقره‌ای و طلاکاری ایوان                                             |
| نوسازی      | ۱۲۵۰             | ۱۲۱۳             | فتحعلی شاه قاجار                        | نوسازی گنبد و بارگاه                                                         |
| گسترش       | ۱۴۰۵             | ۱۳۶۳             | صدام حسین                               | ساخت بین‌الحرمین                                                              |
| یورش        | ۱۴۱۱             | ۱۳۶۹             | صدام حسین                               | تخریب بخشی از طلاکاری گنبد و آسیب به دیوارها در خیزش شعبانیه                 |
| ترمیم       | ۱۴۱۴             | ۱۳۷۲             | صدام حسین                               | ترمیم اماکن آسیب دیده                                                        |
| گسترش       | ۱۴۱۵             | ۱۳۷۳             | شیعیان عراق                             | گسترش و درختکاری                                                             |
| مسقف کردن   | ۱۴۱۸             | ۱۳۷۶             | مدیریت آستان قدس حسینی                  | مسقف کردن صحن‌های اطراف ساختمان حرم                                           |
| سنگفرش کردن | ۱۴۳۵             | ۱۳۹۳             | وزارت بازسازی و مسکن عراق               | سنگفرش کردن و افزودن خدمات رفاهی ارتباطی و امدادی و نظارتی                   |
| گسترش       | ... در حال انجام | ... در حال انجام | ستاد توسعه و بازسازی عتبات عالیات ایران | ساخت صحن عقیله بنی‌هاشم و ساخت موزه و کتابخانه در چهار طبقه                   |
| ----------- | ---------------- | ---------------- | --------------------------------------- | ---------------------------------------------------------------------------- |

پس از کشته شدن حسین بن علی و اصحاب وی در سرزمین کربلا، قبیله بنی‌اسد با کمک فرزندش علی بن الحسین (که کالبد پدر و عمویش عباس بن علی را به‌تنهایی دفن کرد) کالبد حسین بن علی و اصحابش را دفن کردند. بنی‌اسد برای قبر حسین بن علی نشانه‌ای در نظر گرفتند و درخت سدره‌ای را علامت آن ساختند. در زمان بنی‌امیه شیعیان به زیارت قبر وی می‌آمدند و قبر مشخص بود.

### بناهای پیشین
نخستین ساخت بنای آرامگاه حسین بن علی را به مختار بن ابوعبید ثقفی (پس از قیامش) و بعضی به بنی‌اسد نسبت می‌دهند که مصالح آن از گچ و آجر بوده و در نزدیکی آن مسجدی بوده‌ است که این آرامگاه در عهد بنی‌عباس به‌دستور هارون‌الرشید ویران شد و خانه‌های شیعیان همجوار آن خراب گشته و قبر را شخم زدند و درخت سدره‌ای که بنی‌اسد به‌عنوان علامت قبر حسین کاشته‌ بودند بریدند. پس از آن در زمان مأمون که برای راضی کردن شیعیان، تصمیم گرفت خلافت را به علی بن موسی واگذارد، شیعیان فرصت یافتند بر روی قبر حسین بن علی آرامگاهی بنا کنند که بنای این آرامگاه هم در سال ۲۳۲ قمری به دستور متوکل عباسی همراه با خانه‌های اطراف آن ویران شد و زمین آن شخم زده‌ شد و در آن کشت صورت گرفت. همانگونه که حمدالله مستوفی آورده‌ است:
«آن را مشهدی حائری خوانند جهت آنکه به عهد متوکلِ خلیفه آب در او بستند تا خراب شود، آب حیرت آورد و زمین مدفن خشک ماند».
متوکل به‌دست فرزندش منتصر، در سال ۲۴۷ قمری به قتل رسید. منتصر نیز همانند مأمون، برخلاف پدرش، به شیعیان امنیت و رفاه داد و آرامگاه حسینی را دوباره بنا نمود و در کنار آن گلدستهٔ بلندی بنا نهاد. حدود ۲۸۰ ق داعی صغیر فرمانروای طبرستان و از نوادگان زید بن علی بن حسین به بازسازی و گسترش آن پرداخت.

### بنای کنونی
آخرین بازسازی ساختمان حرم حسین بن علی در سال ۳۷۱ قمری توسط عضدالدوله دیلمی از آل‌بویه به سرانجام رسید. وی دستور ساخت همه عتبات را صادر کرد. بنای حرم حسین بن علی در سال ۳۶۷ قمری شروع شد و در سال ۳۷۱ قمری به پایان رسید. این آرامگاه دارای گنبدی بر بالای قبر حسین است. ساختمان اصلی آن همچنان باقی‌ مانده و در آتش‌سوزی سال ۴۰۷ قمری بر اثر افتادن شمع، تنها تزیینات داخلی آن از بین رفت ولی چون در ساختمان اصلی آرامگاه و ستون‌ها چوب به‌کار نرفته بود، برپا ماند. در حقیقت بنای اصلی آرامگاه حسین بن علی از آثار معماری آل‌بویه می‌باشد که بعدها از تعرض مغولان نیز در امان ماند.

### تعمیرات بنا تاکنون

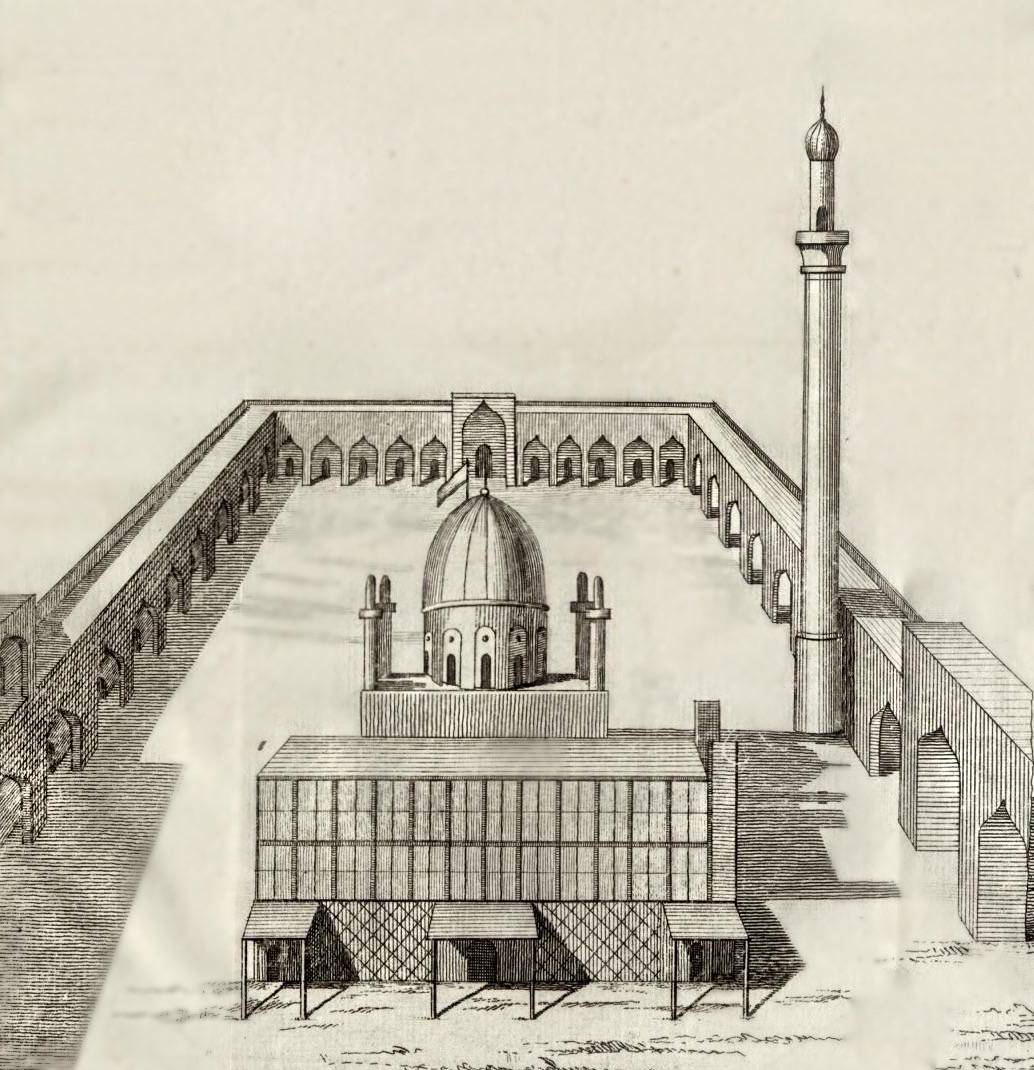
طرح کارستن نیبور از حرم امام حسین ترسیم شده در سال ۱۱۴۴ ه‍.ش (۱۷۶۵ م)

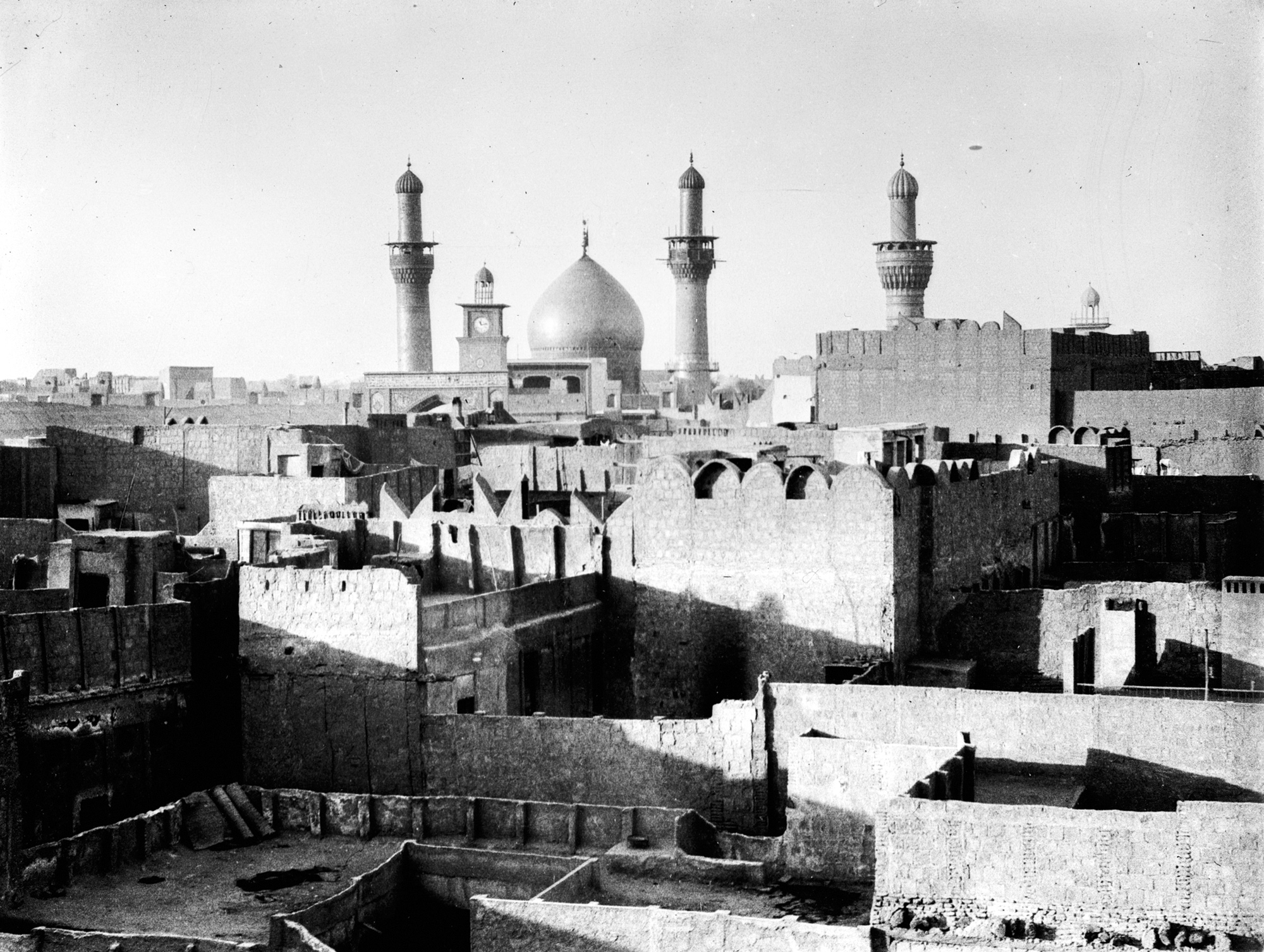
حرم حسین بن علی در سال ۱۳۱۱ خورشیدی

پس از آن تا به امروز در آرامگاه حسین بن علی تعمیرات و تزیینات زیادی صورت گرفته‌ است. پس از سقوط ایلخانان، در دولت جلایریان (ایلکانیان) و به‌دست آنها تعمیراتی آغاز شد که تا سال ۷۸۶ قمری آن را ادامه دادند و ایوان طلا را بنا نمودند. پادشاهان صفویه ضمن انجام تعمیرات و نصب تزئینات متعدد از جمله صندوق و ضریح فولادی، آرامگاه را نیز توسعه دادند. بعضی تعمیرات و ساخت یک کاروانسرا در کنار حرم توسط عثمانی‌ها نیز تا سال ۱۱۲۹ ادامه یافت. سپس نادرشاه در سال ۱۱۳۵ قمری نیز دست به تعمیراتی وسیع و نصب تزئیناتی در حرم زد.
قاجاریان، روابطی بهتر از صفویه با عثمانیان داشتند. آغا محمد خان قاجار، نخستین شاه این دودمان، در سال ۱۲۰۵ دستور نوسازی گنبد و تذهیب و تزیین آن را با پوشش طلا صادر کرد و میرزا مرتضی، شیخ‌الاسلام اصفهان را به کربلا جهت نظارت اعزام کرد. طلا‌کاری گنبد در سال ۱۲۱۱ به پایان رسید. در ۱۸ ذی‌الحجه سال ۱۲۱۶ قمری سعود بن عبدالعزیز وهابی در رأس لشکری بزرگ به کربلا حمله کرد و کشتار بی‌رحمانه‌ای به راه انداخت و آرامگاه حسینی را ویران و اموال آن را غارت کرده و تمام قندیل‌های طلا و نقرهٔ مربوط به دوران صفویه و فرش‌های گران‌قیمت را به تاراج برد.

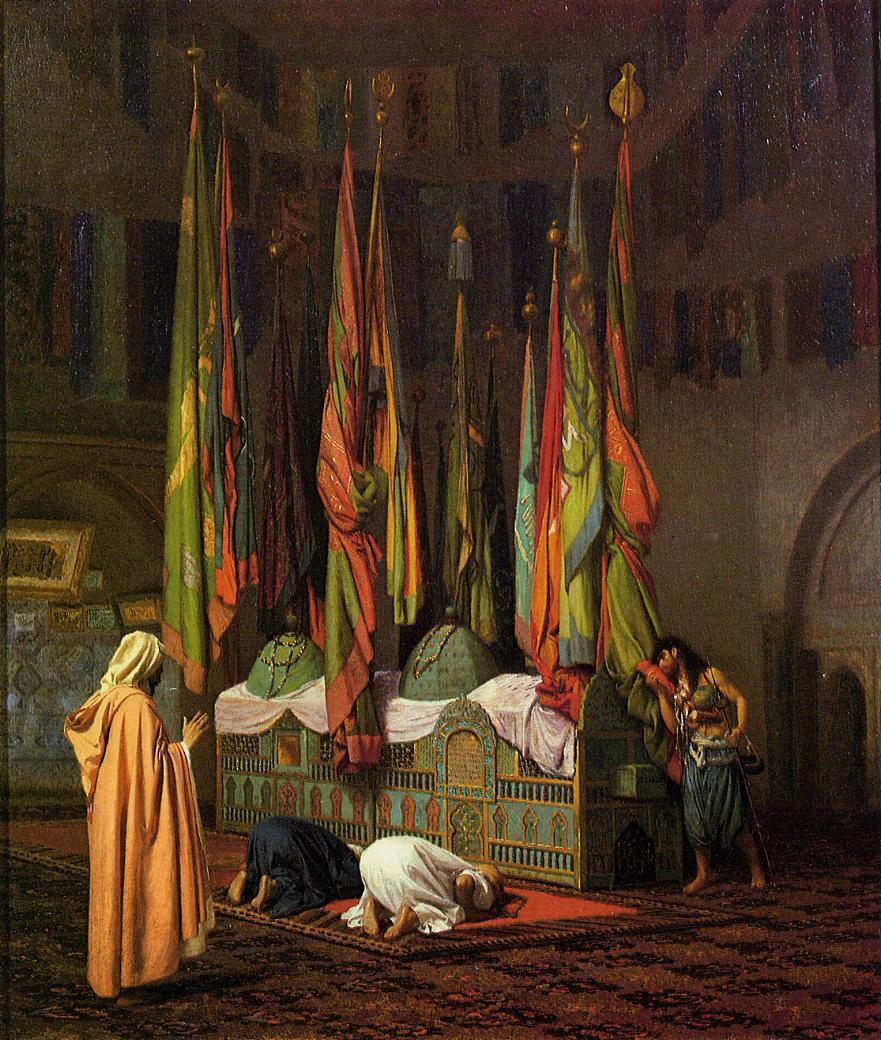
مقبره حسین ابن علی، اثر ژان-لئون ژروم

پس از آن فتحعلی شاه قاجار دستور تعمیر تخریب‌های وهابیان را داد و ضریح تازه‌ای در سال ۱۲۱۸ قمری برای حرم نصب گردید. همسر فتحعلی شاه ایوان مقابل قبر و مناره‌های حرم حسینی را طلاکاری کرد. گنبد و صحن در دوره محمد شاه تجدید بنا شد. در سال ۱۲۷۳ قمری ناصرالدین شاه تعمیراتی در حرم انجام داد و برای سومین بار در دوره قاجاریه گنبد آستانه تجدید طلاکاری شد. تعمیرات حرم در دوره قاجار همچنان ادامه داشت.
در تمام نقاط حرم حسینی –بسان دیگر مراکز زیارتی عراق– نام سلاطین صفوی، قاجار و امیران این دو سلسله بر روی کتیبه‌ها دیده می‌شد که همگی آنها در دوره صدام نابود گردید، تا آثار ایرانی در عتبات به‌طور کامل محو شود. امروزه این نام‌ها تنها در کتاب‌ها، برخی تصاویر و به‌احتمال اسنادی که در آرشیوهای عثمانی برجای مانده، قابل رؤیت است.
به نظر می‌رسد از آخرین تعمیرات اساسی حرم، تعمیر ایوان طلا و نصب ستون‌های مرمر به‌جای ستون‌های چوبی برای آن به‌وسیلهٔ یکی از تجار و معدن‌داران ایرانی (حاج قنبر رحیمی) در سال ۱۳۸۹ قمری (۱۳۴۸ خورشیدی) می‌باشد.

#### ضریح جدید
ضریح جدید حسینی که در آن حدود ۱۱۸ کیلوگرم طلا به‌همراه نقره و چوب درخت ساج به‌کار گرفته شده در ایران (شهر قم) ساخته شد و پس از عبور از شهرهای مسیر از مرز مهران به عراق منتقل و در حرم نصب گردید و در ۱۵ اسفند ۱۳۹۱ (۲۲ ربیع‌الثانی) از آن رونمایی گردید. این ضریح از نظر شکل هندسی مانند ضریح قدیم ولی از نظر ارتفاع کمی بلندتر و مساحت آن حدود ۳۴ متر مربع و تعداد پنجره‌های آن ۲۰ باب است. در ساخت ضریح جدید شش‌گوشه حسینی ۱۱۸ کیلو طلا، ۴ تن نقره، ۲ تن مس، هزار و سیصد کیلو برنج و ۵ تن چوب ساج جنگلی از برمه به‌کار رفته‌ است. وزن ضریح ۱۲ تن است. ضریح‌های قبلی نیز توسط هنرمندان ایرانی ساخته شده و در دوران صفویه و قاجار اماکن مقدس در عراق توسط پادشاهان مختلف ساخته و مرتب تعمیر و تکمیل شده‌است.

## وضعیت کنونی حرم حسینی

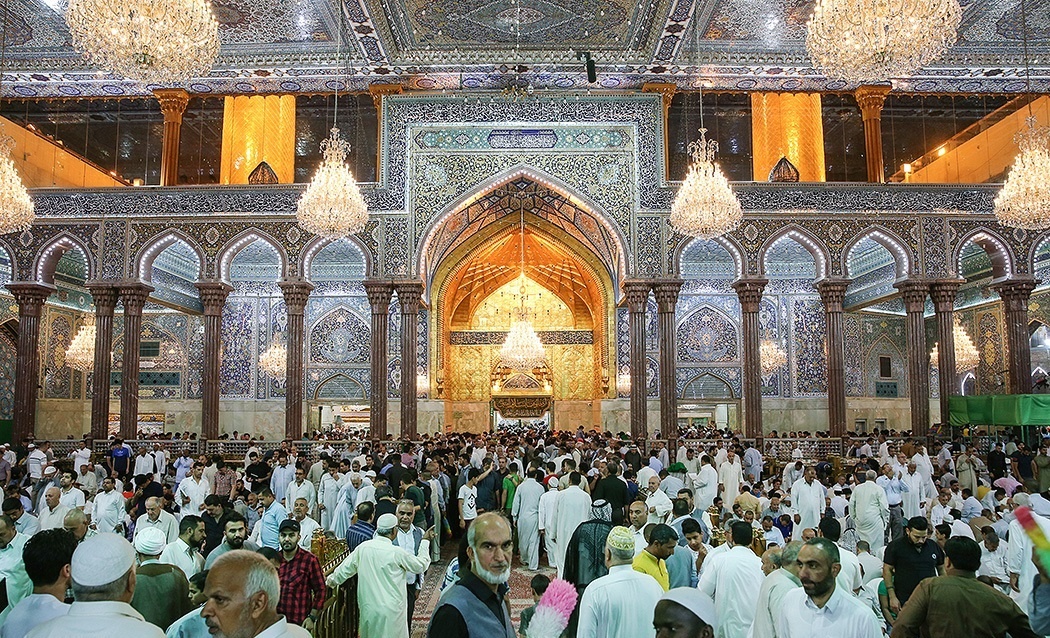
نمایی از ایوان طلای حرم حسین بن علی

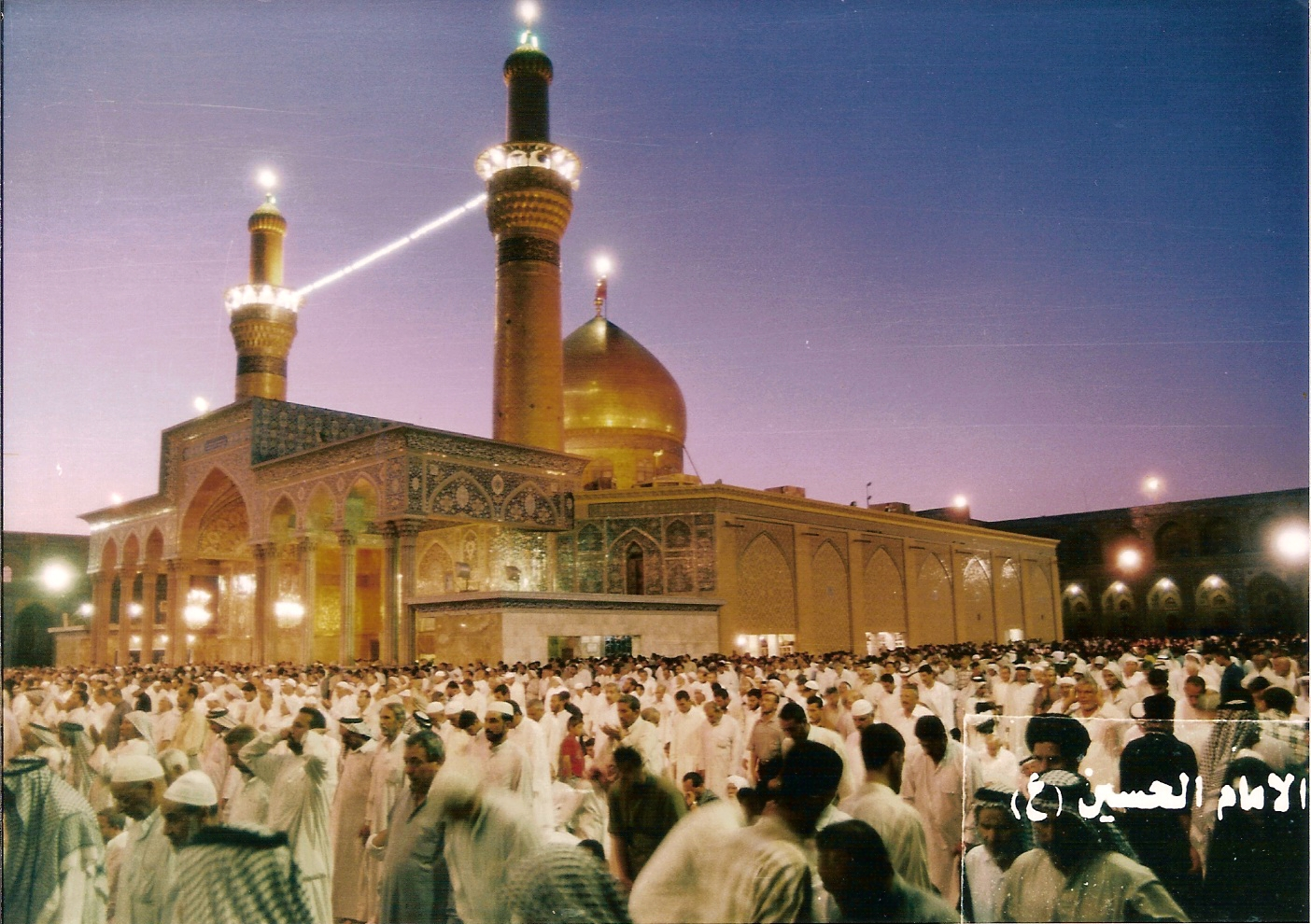
حرم حسین بن علی در کربلا

حرم حسینی که یکی از شاهکارهای معماری دوره آل‌بویه است، در قلب شهر کربلا واقع و دارای ده باب ورودی به داخل حرم شامل: دو در قسمت جنوبی (باب‌القبله و باب‌الرحمه)، سه در قسمت غربی (باب زینبیه، باب رأس‌الحسین و باب‌السلطانیه)، دو در قسمت شمالی (باب‌السدره و باب‌الاسلام) و سه در قسمت شرقی (باب‌الکرامه، باب‌الشهدا و باب قاضی‌الحاجات) می‌باشد. همچنین دارای ۶۵ حجره‌ است که در مقابل هر یک از حجره‌ها یک ایوان قرار دارد. یک مسجد بزرگ هم در قسمت شرقی صحن بین در قاضی‌الحاجات و باب‌الشهدا و باب‌الکرامه و در قسمت جنوب صحن تکیه یا خانقاه بکتاشیه احداث شده‌ است.
در صحن حرم، چندین محل جهت انبار فرش‌های حرم و دیگر وسایل آن، در قسمت جنوب شرقی صحن قبر میرزا محمدتقی شیرازی، در قسمت شمال غرب، قبر شیخ عبدالحسین تهرانی (شیخ العراقین) از مشایخ اجازات و امیرکبیر و در اطراف صحن، جمعی کثیر از علمای امامیه و سلاطین شیعه مدفونند. خود صحن از دو طبقه تشکیل شده‌ است که تمامی دیوارهای آن با کاشی مزین است و هیئت شکوهمندی دارد. در وسط صحن، آستانه‌ای قرار دارد که از چهار طرف آن درهای متعددی جهت ورود به رواق‌ها دارد، ولی در اصلی و بزرگ آن در قسمت جنوبی حرم است.
در مقابل در حرم ایوان بزرگی واقع است که به ایوان طلا شهرت دارد و دو طرف ایوان چهار کفش‌کن است. دو طرف ایوان دو مناره بلند از طلا است. ایوان دارای سه در ورودی است که به رواق جنوبی حرم منتهی می‌گردد، در وسط از آن دو در دیگر بزرگتر می‌باشد و از طلا بوده که در اصفهان ساخته شده‌ است. رواق جنوبی حرم را رواق حبیب بن مظاهر اسدی می‌نامند چون مقبره حبیب، یکی از کشته‌شدگان کربلا در آن واقع است و بنی‌اسد او را در مقبره دسته جمعی کشته‌شدگان عاشورا دفن نکردند و قبر جداگانه‌ای برای وی ساختند زیرا از بزرگان قبیله بنی‌اسد بود.
در داخل حرم صندوق‌های گرانبهایی بر روی قبر قرار دارد که بر روی آن ضریح نقره نصب است و بالای ضریح اشعاری با طلا ثبت است. کف و دیوارهای حرم و رواق‌ها تا حدود دو متر از بهترین سنگ مرمر ایران است. حرم و رواق‌ها را با کاشیکاری آیات قرانی زینت داده‌اند. تمامی سقف‌های حرم و رواق‌ها به‌دست هنرمندان ایرانی آینه‌کاری شده‌ است. در قسمت شرقی قبر حسین بن علی، قبر دسته‌جمعی کشته‌شدگان عاشورا واقع است و قبر علی‌اکبر جداگانه در ضریح حسین بن علی می‌باشد.
از قبور علمای بزرگ امامیه، در رواق جنوبی قبر میرزا محمدمهدی شهرستانی، در رواق شرقی قبر محمدباقر وحید بهبهانی (که بر روی آن صندوق نفیسی نصب است) و مقبره صدر اعظم میرزا محمدتقی خان امیرکبیر، در رواق شمالی حرم، قبر جمعی از سلاطین قاجاریه از جمله مظفرالدین شاه،محمدعلی شاه، احمدشاه و قبر سید ابراهیم مجاب که دارای ضریح خاصی است و در رواق غربی جنب پنجره بالاسر حسین بن علی، قبر ملا محمدصادق برغانی و برادر وی ملا علی برغانی قرار دارد. در منتهی‌الیه رواق جنوبی قتلگاه قرار دارد که محلی است که ابی‌عبدالله الحسین از اسب خویش بر زمین افتاد و در این مکان بود که شمر سر او را از بدنش جدا کرد.

## مکانهای حرم

### عناوین جزئیات حرم
آرامگاه‌ها:
1. آرامگاه حسین، علی اکبر و علی‌اصغر
2. آرامگاه بیشتر کشته‌شدگان کربلا
3. آرامگاه حبیب بن مظاهر
4. قتلگاه
5. آرامگاه ابراهیم مجاب

باب‌ها
1. باب‌القبله
2. باب‌الرجا (امید)

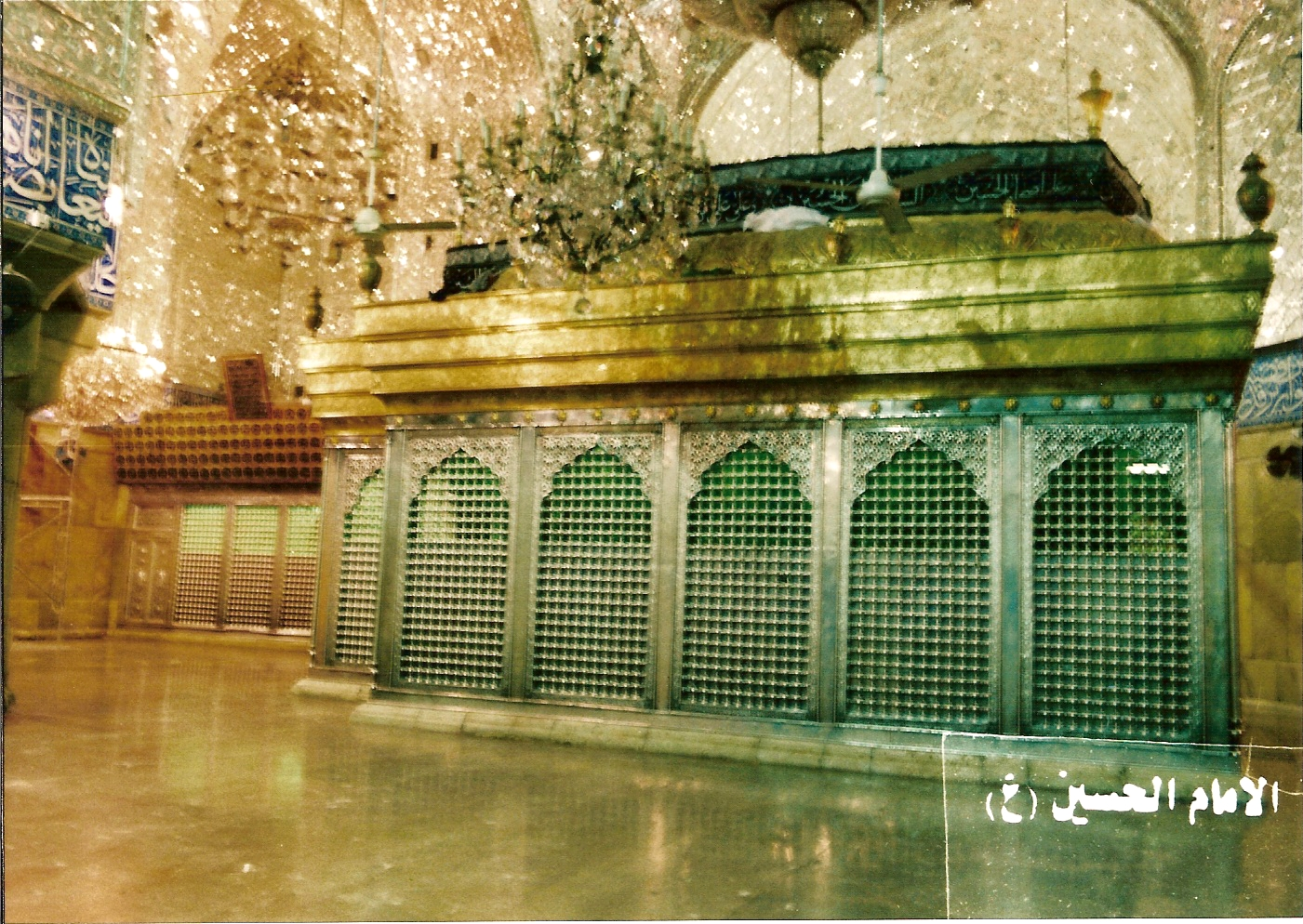
ضریح حسین، علی اکبر و علی‌اصغر (ضریح اصلی)، ضریح بیشتر کشته‌شدگان کربلا (ضریح پشتی)

3. باب قاضی‌الحاجات (برآورندهٔ نیازها)
4. باب‌الشهدا
5. باب‌الکرامة (بزرگواری و کرامت)
6. باب‌السلام
7. باب‌السدره
8. باب‌السلطانیه
9. باب رأس‌الحسین
10. باب زینبیه

رواق‌ها و ایوان‌ها:
1. رواق شمالی (پادشاهان)
2. رواق خاوری (فقیهان)
3. رواق باختری (ابراهیم مجاب)
4. رواق جنوبی (حبیب مظاهر)
5. ایوان شمالی (صافی‌الصفا)
6. ایوان خاوری
7. ایوان باختری
8. ایوان جنوبی (طلا)

## ارزش زیارت امام‌حسین نزدشیعیان
شیعیان باور نیکی به زیارت حسینِ بن علی دارند، به‌گونه‌ای که در کتاب‌هایشان احادیث زیادی در باب زیارتش نقل شده. برای نمونه به برخی اشاره می‌کنیم:
- هیچ فرشتهٔ مقرب و پیامبر فرستاده‌ای نیست مگر از خدا می‌خواهد که بگذارد امام حسین را زیارت کند؛ پس مرتب دسته‌ای از ارواح پیامبران و فرشتگان فرود می‌آیند و دسته‌ای بالا می‌روند.[۱۳]
- هر شب هفتاد هزار فرشته از آسمان فرود آمده پس از طواف خانهٔ خدا و زیارت حرم محمد و علی، به زیارت حرم حسین می‌روند و پیش از برآمدن خورشید به آسمان بالا می‌روند.[۱۴]
- یکی از یاران جعفر صادق از او نقل می‌کند که گفت: «رسول گرامی و علی ابن ابی‌طالب و فاطمه و همهٔ امامان برای زائران حسین بن علی دعا می‌کنند.»[۱۵] نیز نقل می‌کنند که روزی بر او درآمدم، دیدم با خدایش راز و نیاز می‌کند، و سجده‌کنان این دعا را می‌خواند ….[۱۶] از سجده که سر برداشت، گفت: «کسانی که در آسمان‌ها در حق زائران حسین بن علی دعا می‌کنند، بیش از کسانی‌ست که در زمین برایشان دعا می‌کنند.»[۱۷] همچنین نقل می‌کنند که امام گفت: «آیا دوست نداری از کسانی باشی که از دنیا بیرون می‌روند و گناهی برایشان نیست؟ آیا دوست نداری از کسانی باشی که فرستادهٔ خدا حضرت [محمد] با ایشان مصافحه می‌کند؟ [پس امام حسین را زیارت کن]»[۱۸]
- خداوند هزاران فرشته را مأمور قبر حسین نهاده‌ است و هیچ زائری به زیارتش نمی‌رود مگر به پیشوازش آیند، و هیچ زائری با او وداع نمی‌کند مگر این که به بدرقه‌اش[۱۹] می‌روند، و هیچ زائری بیمار نمی‌گردد مگر عیادتش می‌کنند، و هیچ زائری نمیرد مگر بر پیکرش نماز گزارند و پس از مرگش برایش آمرزش خواهند.[۲۰] طبق حدیث دیگری اگر در میان سفر بمیرد، فرشتگان غسلش می‌دهند و درب‌های بهشت به رویش باز شود.[۲۱]

## تربت کربلا

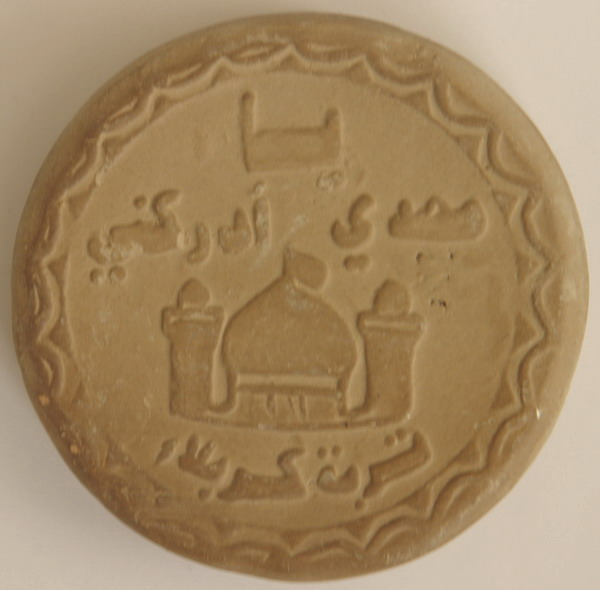
تربت کربلا (مُهر نماز کربلا)

تربت کربلا شامل خاک یا غبار اطراف قبر امام سوم شیعیان حسین بن علی می‌باشد که برداشته می‌شود و معمولاً به‌صورت مهر یا تسبیح در می‌آید که به «تربت کربلا» یا «تربت امام حسین» شهرت دارد.
تربت در لغت به‌معنی «خاک» می‌باشد و این‌گونه احتمال داده می‌شود که به هر خاکی که اطراف هر قبر مقدسی همانند قبر امامان شیعه، پیامبر اسلام محمد و امامزادگان باشد تربت می‌گویند؛ اما در معنی منحصر یا شایع آن، به خاک مزار حسین بن علی گفته می‌شود و منظور از عبارت «طین القبر» یا «الطین» نیز در احادیث امامان شیعه همین معنا را تداعی می‌کند. همچنین، از تربت کربلا تحت عنوان «خاک مقدس» نیز یاد می‌کنند.
برخی شیعیان بر این باورند که تربت کربلا، هر سال در ظهر روز عاشورا، به رنگ خون در می‌آید؛ آن هم حول و حوش همان زمانی که سَرِ حسین بن علی را از تن جدا کرده‌اند. تصاویر و ویدیوهایی نیز از این اتفاق، پخش شده است.
همچنین در منابع اسلامی، از خواص تربت یا خاک حرم امام حسین و اطراف آن، بسیار صحبت شده است. از جمله خواصی که برای تربت کربلا در این منابع ذکر شده، عبارتند از:
- سجده کردن بر تربت حرم امام حسین، موجب قبولی نماز مسلمانان است. جعفر صادق، امام ششم شیعیان دوازده‌امامی، در این مورد گفته است:
«السُّجُودُ عَلی تُربَة الحُسین علیه السلام یَخرِقُ الحُجبُ السَّبعة»، بدین معنی که: «سجده کردن بر تربت امام حسین علیه السلام هفت حجاب را از [منع قبولی] نماز بَرمی‌دارد.»— بحار الأنوار، جلد ۹۹، صفحه ۱۹۵، باب ۸، ح ۷۴.[۴۰]
- ذکر گفتن با تسبیحی که از تربت حرم امام حسین ساخته شده باشد، ثواب مضاعف دارد؛ برای مثال گفته می‌شود که برای گفتن هر ذکر با تسبیح ساخته شده از تربت حرم امام حسین، ثواب چهل کار نیک در نامه اعمال فرد نوشته می‌شود، و حتّی گفته شده بدون ذکر گفتن نیز، تسبیح ساخته شده از تربت حرم امام حسین را در دست داشتن هم، ثواب به همراه دارد.
- ذکر شده که با چشاندن مقدار کمی از تربت حرم امام حسین به نوزاد تازه متولد شده، مانند اکسیری که مس ‍ را به طلا مبدل می‌سازد، وجود نوزاد را از هر پلیدی دور نموده و نوعی محبّت نسبت به اهل بیت محمد (پیامبر اسلام) را در دل او قرار می‌دهد.
- گفته شده اگر بر سنگ لحد قبر هر میّتی، تربت کربلا قرار داده شود، آن میّت از عذاب قبر رهانیده می‌شود.
- گفته شده تربت کربلا برای دردهای بی‌درمان جسمی و روحی، خاصیت شفا بخش دارد. بسیار تجربه شده که با چشیدن مقدار کمی از تربت کربلا توسط افراد بیمار، درمان در آن‌ها اتفاق افتاده یا از میزان وخامت دردشان کم شده است. در کتب مختلف اسلامی نیز، داستان‌های مستندی از این نوع اتفاقات، ذکر شده است.
- گفته شده خاک محل کشته شدن حسین بن علی، خاصیتی موسوم به «حصن» دارد، یعنی دارای نوعی انرژی مانند حصار می‌باشد که حمل کننده آن را از هر آفت و گزندی حفظ می‌کند.
- گفته شده پاشیدن مقداری از تربت حرم امام حسین بر روی دریای متلاطم و موّاج، هنگامی که چاره‌ای برای نجات از آن نباشد، دریا را آرام می‌کند.
- گفته می‌شود که تربت کربلا بسیار مورد پسند حوریان بهشتی است. منظور، وجود نوعی قداست در آن است که انرژی‌های پاک را جذب خود می‌کند.
- همچنین ذکر شده هنگامی که در روز قیامت ماه و خورشیدی نیست و تاریکی همه جا را فرا می‌گیرد، به دستور خداوند خاک کربلا که تربت حرم امام حسین می‌باشد، نور عظیمی از خود ساطع می‌کند و همه جا را روشن می‌سازد.